# Nejc Krevs
Nejc Krevs, slovenski novinar, esejist in televizijski voditelj, * 29. november 1995, Ljubljana

## Življenjepis
Odraščal je v Grosuplju. Maturiral je na gimnaziji Moste, diplomiral na Teološki fakulteti v Ljubljani. Po izobrazbi je teolog in religiolog. 
Krevs je leta 2015 postal ustvarjalec informativnih, kulturnih in verskih vsebin Radiotelevizije Slovenija, sprva v radijskem etru, pozneje pa v uredništvih televizijskih programov. 
Od leta 2016 do 2020 je bil novinar in voditelj televizijske oddaje Infodrom. S 25 leti je postal eden najmlajših voditeljev poročil v zgodovini slovenskih televizij. Leto starejši je prvič odvodil osrednji TV Dnevnik. Oddajo je redno vodil eno leto, do konca septembra 2023, ko ga je nova urednica informativnega programa razrešila s položaja voditelja. Takrat se je vrnil k vodenju Jutranjih poročil ter Prvega dnevnika, ki jih je vodil do januarja 2024, ko so spremenili koncept vodenja.  Od takrat naprej se v informativnem programu Televizije Slovenija posveča zgolj novinarskemu in uredniškemu delu. Pripravlja radijske oddaje kulturno-umetniškega programa Ars.
Pri založbi KUD Apokalipsa je izšel njegov knjižni prvenec Besedna artilerija. Z istoimensko rubriko je nastopal v radijski oddaji Radio Ga Ga. Sodeloval je z založbo Beletrina. Njegove kolumne so bile objavljene v reviji Stop. Izbrane so v knjigi Rojstvo lepega, ki je leta 2025 izšla pri založbi Primus.
Spremlja dogajanje na Bližnjem vzhodu, še posebej v Izraelu in na avtonomnih palestinskih ozemljih. Za RTV Slovenija je poročal iz Tel Aviva in Jeruzalema. Njegove komentarje objavljajo tudi drugi mediji. Krevs je avtor dokumentarnega filma Med, mleko in nemir, ki je leta 2023 nastal v produkciji RTV Slovenija in je bil po televizijski premieri uvrščen v program Evropskih dnevov judovske kulture v Mariboru.

## Nagrade in priznanja
- Viktor (skupna medijska nagrada za Infodrom: najboljšo otroško ali mladinsko oddajo, 2016)[18]
- Priznanje RTV Slovenija (za izjemne delovne dosežke, 2017)
- Meškova nagrada (častno priznanje za obetavnega voditelja in novinarja, 2023)[19]
- Young Bled Strategic Forum Fellow (mladi voditelj, 2024)[20]
- Nagrada Občine Grosuplje (mladim za izjemne dosežke, 2024)

## Zasebno
Njegovo otroštvo in mladost je zaznamoval Sašo Hribar. Soproga Ana Zelko Krevs prihaja iz vrst Socialnih demokratov. V maju 2023 ju je na Brdu pri Kranju poročil evropski poslanec Matjaž Nemec. Z ženo imata hčer Erin.